# Марш маньовър на Българската армия през 1885 г.
Марш маньовър на Българската армия през 1885 г. е марш-маньовър на Западния корпус и Източния корпус от Армията на Княжество България по време на Сръбско-българската война.
Прехвърлят се от българо-турската граница на българо-сръбската граница за защита на Сливнишката позиция и за провеждане на контранастъпление.

## Оперативна обстановка
На 2 ноември 1885 г. започва Сръбско-българската война. Армията на Кралство Сърбия настъпва по направленията Ниш – Пирот – София и Зайчар – Видин. Непосредствено застрашава столицата София.
Основните сили на Армията на Княжество България – Западният корпус (начело с майор Аврам Гуджев) и Източният корпус (наело с подполковник Данаил Николаев), са съсредоточени на българо-турската граница. Западният корпус е разположен в района Кюстендил – Кадин мост и Радомир – Бобошево – Дупница. Източният корпус е в района р. Арда – р. Тунджа – р. Марица.

## Бойна задача
Българското командване оценява създалата се обстановка и разпорежда силите на Западния и Източния корпус да се изнесат от южната към западната държавна граница. Действието да се извърши с ускорен марш-маньовър, като се използва железопътната линия Търново Сеймен – Саранбей. В останалите участъци на марша движението да се извърши пеша.

## Марш-маньовър
Западният корпус е в непосредствена близoст до застрашената западна граница. Неговото прегрупиране се извършва бързо в рамките на 2-3 денонощия.
Източният корпус е с голямо отдалечение от западната граница. Щабът на корпуса разработва подробен план за прегрупиране. Първи преминава в движение вечерта на 2 ноември от ж. п. гара Пловдив Първи пехотен софийски полк. Спешава се на ж. п. гара Сарнбей и за 3 денонощия изминава 136 км, като вечерта на 5 ноември е на Сливнишката позиция. Девета харманлийска дружина от 2 до 7 ноември изминава пътя от Харманли до Сливница без изоставащ войник. Шести пехотен търновски полк получава заповед: Оставете раниците в обоза и следвайте непрекъснато към Сливница. Положението е критическо. Преминавайки през София, войниците викат Ура и повдигат духа на населението. По пътя е настигнат от Осми пехотен приморски полк. Рано сутринта на 8 ноември са на Сливнишката позиция и от движение се включват в започналото настъпление. Пета артилерийска батарея за 2 денонощия изминава 146 км и на 6 ноември незабавно се включва в боя при Сливица. Последователно пристигат и останалите подразделения и части на Източния корпус.
Марш-маньовърът осигурява натрупване на сили на Сливнишката позиция, условия за успешната и защита и преминаването в настъпление.